# Felipe Álvarez (político)
Diego Felipe Álvarez (Ciudad de Córdoba, Argentina, 15 de diciembre de 1980) es un abogado, magíster en derecho administrativo y dirigente político de la provincia de La Rioja, fundador del partido político Acción Federal. Fue diputado nacional por la provincia de La Rioja en el Congreso de la Nación desde 2019 hasta 2023.

## Biografía
Creció en la Ciudad de La Rioja, capital de la provincia homónima, donde cursó la primaria en la Escuela Normal Pedro Ignacio de Castro Barros y finalizó el bachillerato en el Colegio Provincial Joaquín V. González. A los 23 años recibió el título de Abogado por la Facultad de Derecho de la Universidad Nacional de La Rioja (UNLAR).
Durante 2005 y 2006 completó estudios de posgrado en derecho en la Ciudad de Buenos Aires. Es Magíster en Derecho Administrativo por la Universidad Austral.

## Trayectoria política y en la función pública
Durante los últimos 15 años desempeñó diferentes funciones en distintos niveles y poderes del Estado nacional, provincial y local. Fue asesor en la Cámara de Diputados de la Nación, trabajó en la Gerencia de Asuntos Jurídicos de la Superintendencia de AFJP de la Nación y de Lotería Nacional Sociedad del Estado.
En la provincia de La Rioja se desempeñó como ministro de Gobierno, Justicia, Seguridad y Derechos Humanos entre 2010 y 2013. Más tarde asumió como director ejecutivo de PAMI La Rioja, donde que desempeñó hasta diciembre de 2015 en que asumió como viceintendente de la municipalidad Capital de La Rioja, cargo que desempeñó hasta 2017, presidiendo el Concejo Deliberante.

## Bloqueo político y escándalo
En el año 2017 fue electo diputado provincial como parte de un frente político opositor al gobierno de La Rioja. A raíz de una cautelar dictada por la justicia se impidió la asunción de Álvarez en su banca. El hecho derivó en un escándalo puesto que el bloqueo se produjo en el mismo acto de asunción en plena asamblea de la legislatura provincial. Tres meses después las presentaciones y causales de rechazo a la asunción de Álvarez en su banca fueron desestimadas por la justicia.
El hecho tuvo amplia repercusión en los medios de comunicación y el fuerte descargo del diputado Álvarez en el recinto provincial

## Liderazgo partidario y Acción Federal
En mayo de 2019 fundó el partido político Acción Federal, una agrupación partidaria con alcance provincial y nacional.
En las elecciones de 2019 se presentó como candidato a diputado nacional como parte de un frente político pluripartidario llamado Juntos por La Rioja y fue electo por el 44,73% del electorado. Presidió el Bloque Acción Federal durante el periodo 2020-2021. Luego, y hasta diciembre de 2023 conformó el bloque SER en el Congreso Nacional.

## Actividad Legislativa
En la Cámara de Diputados de la Nación, Felipe Alvarez ejerció como Secretario de las Comisiones de Legislación General y Ciencia, Tecnología e Innovación Productiva. También  integró  las comisiones de Relaciones Exteriores y Culto, Industria y Legislación del Trabajo.
En el marco de la Emergencia Pública por el COVID-19, Alvarez presentó un proyecto de Ley para proteger a miles de familias deudoras de créditos “UVA”, incluyendo a quienes compraron automóviles, y de esa forma evitar el desamparo frente a cuotas impagables.
En abril de 2020, presentó un proyecto para eximir del pago del impuesto a las ganancias al personal esencial. La iniciativa fue aprobada por la cámara baja el 13 de mayo de ese mismo año en la primera e histórica sesión virtual.
Álvarez también es autor y promotor de un proyecto para combatir las consecuencias económicas de la crisis del coronavirus. Consistió en la suspensión de quiebras y ejecuciones de cuentas para comercios y MiyPyMes, acompañado del otorgamiento de créditos para volver a su capacidad operativa y reactivar la economía.